# Franderlyn Romero
Franderlin Romero (Ocumare del Tuy, Estado Miranda, Venezuela, el 21 de febrero de 1993) es un  beisbolista venezolano. Es relevista en la Liga Venezolana de Béisbol Profesional para los Leones del Caracas.

## Carrera profesional en el Béisbol
Franderlin Romero ha pasado toda su carrera en la organización de Rojos de Cincinnati. En un principio se firmó con el equipo en mayo del 2010 y lanzó para la desaparecida Liga de Verano de Venezuela Rojos en cada uno de sus dos primeras temporadas, registrando una efectividad por debajo de 3.00 en sus entradas 133.2 a nivel. Se abrió camino hasta la Liga de Verano Dominicana en el año 2012 antes de entrar en Estados Unidos en 2013, donde lanzó para los Rojos de la Liga de Verano de Arizona. En 2014 se hizo sólo dos apariciones antes de sufrir un desgarro del UCL y someterse a una cirugía Tommy John. Volvió en 2015 y lanzó para los Mustangs Billings, registrando una efectividad de 3.48 en 10 aperturas y cinco apariciones de relevo. En sus 67.1 entradas que caminado 21 bateadores y tuvo 46 ponches que salen de la cirugía.
El 12 de diciembre de 2012, Franderlin Romero hace su primera aparición con la organización Leones del Caracas, en la temporada se fue de 0 ganado y 0 perdido, con una efectividad de 9.00, lanzó su único juego, ponchó a 2 bateadores en 1 entradas, permitió 2 hit, 1 carreras, 0 jonrón y 0 base por bolas.